# David Bargehr
David Bargehr es un deportista austríaco que compite en vela en la clase 470. Ganó una medalla de bronce en el Campeonato Mundial de 470 de 2017.

## Palmarés internacional
| \| Campeonato Mundial \| Campeonato Mundial \| Campeonato Mundial \| Campeonato Mundial \| \| Año \| Lugar \| Medalla \| Clase \| \| ------------------ \| ------------------ \| ------------------ \| ------------------ \| \| 2017 \| Salónica (Grecia) \| Medalla de bronce \| 470 \| |                   |                   |       |
| Campeonato Mundial |                   |                   |       |
| Año | Lugar             | Medalla           | Clase |
| 2017 | Salónica (Grecia) | Medalla de bronce | 470   |